# Maddy Etcheban
Pour plus de détails, voir Fiche technique et Distribution.
Maddy Etcheban est un téléfilm français, hors série de la collection Meurtres à...[réf. nécessaire], tourné au Pays basque, notamment à Biarritz, réalisé par René Manzor et diffusé en 2020.

## Synopsis
Maddy Etcheban (Cristiana Réali) est à la fois la commandante de la police judiciaire de Bayonne et une mère douée. Clément (Gary Guénaire), son fils, est autiste. Elle l'élève seule depuis la mort accidentelle de son mari. Malheureusement, Clément va devoir quitter l'institut Agoria qui s'occupe de lui. Sans solution, Maddy envisage de démissionner pour s'occuper de lui à plein temps. Parallèlement, elle enquête sur la mort d'une cheffe étoilée…

## Fiche technique
Sauf indication contraire, les informations mentionnées dans cette section peuvent être confirmées par la base de données cinématographiques IMDb,  présente dans la section « Liens externes ».
- Titre original : Maddy Etcheban
- Réalisation : René Manzor
- Scénario : Véronique Lecharpy et Pascal Fontanille
- Musique : François Staal
- Décors : Antoine Maron
- Montage : Renaud Ziegler
- Production : François Aramburu et Pascal Fontanille
- Sociétés de production : Fontaram Productions et AT Production ; France Télévisions et Radio Télévision Belge Francophone (coproductions)
- Société de distribution : France 3
- Pays d'origine :  France
- Langue originale : français
- Format : couleur
- Genre : drame
- Durée : 93 minutes
- Dates de première diffusion :
  - Belgique : 9 janvier 2020 sur RTBF
  - Suisse : 24 janvier 2020 sur RTS
  - France : 25 janvier 2020 sur France 3
- Audience :  France : 3,121 millions de téléspectateurs (première diffusion) (15,1 % de part d'audience)

## Distribution
- Cristiana Réali : Maddy Etcheban
- Arnaud Binard : Vincent Lartigue
- Lorie Pester : Clara Delaunay
- Annie Grégorio : Commissaire Florentin
- Gary Guénaire : Clément Etcheban
- Daniel Njo Lobé : Aurélien Daguerre
- Robin Causse : Marco le légiste
- François Feroleto : Richard Barenaga
- Jérémie Poppe : Nicolas Petit
- Anne-Charlotte Pontabry : Céline Barenaga
- Victor Meutelet : Tom Payet
- Maxime Bregowy : Erwan
- Sandrine Rigaux : Nadine Agoria
- Charley Fouquet : Christelle Lambert
- Éric Savin : Henri Loyd

## Production et tournage
Le tournage a lieu du 2 septembre au 30 septembre 2019 à Biarritz (Pyrénées-Atlantique) et en Nouvelle-Aquitaine,.

## Accueil critique
Le magazine Télécâble Sat salue la prestation de Cristiana Reali « qui donne une vraie épaisseur et une rugosité appréciable à son personnage » et Télé 7 Jours est « séduit par ce téléfilm à la mécanique parfaite, porté par Cristiana Reali ». Par contre, d'autres magazines dont Télérama sont moins enthousiastes.